# Vita Heine
Vita Heine Pētersone (Riga, 21 november 1984) is een in Letland geboren wielrenster. Sinds 1 juli 2014 heeft ze de Noorse nationaliteit. Van 2014 tot en met 2020 kwam ze voor de Noorse ploeg Hitec Products uit. In 2021 reed ze bij het Spaanse Massi-Tactic.
In 2016, 2017 en 2018 werd Heine drie keer op rij kampioen van Noorwegen op de weg, in 2021 voegde ze hier een vierde titel aan toe. In 2016, 2017 en 2019 behaalde ze de nationale titel in de individuele tijdrit. Op de Olympische Zomerspelen 2016 in Rio de Janeiro kwam ze uit voor Noorwegen; ze werd respectievelijk 33e en 25e in de weg- en tijdrit.
Op 29 december 2022 beviel ze van een dochter.

## Palmares
2011
 Lets kampioenschap tijdrijden
2013
 Lets kampioenschap tijdrijden
2014
 Lets kampioenschap tijdrijden
2016
 Noors kampioene op de weg
 Noors kampioene tijdrijden
Eindklassement, etappe 1A en 2, NEA
1e en 2e race KZN Summer Series
2017
 Noors kampioene op de weg
 Noors kampioene tijdrijden
2018
 Noors kampioenschap tijdrijden
 Noors kampioene op de weg
2019
3e etappe Ronde van Uppsala
3e etappe Ronde van Thüringen
 Noors kampioene tijdrijden
3e etappe Tour de Feminin - O cenu Českého Švýcarska
Eindklassement Tour de Feminin - O cenu Českého Švýcarska
Chrono Champenois
2020
 Noors kampioenschap tijdrijden
2021
 Noors kampioenschap tijdrijden
 Noors kampioene op de weg
Bjørnsrud · Cordon · Gotaas Johnsen · Hatteland Lima · Heine · Hosking · Kitchen · Leth · Longo Borghini · Minge · Moberg · Moolman · Olsson · Thorsen
Becker · Bjørnsrud · Gotaas Johnsen · Guderzo · Gunvaldsen · Hatteland Lima · Heine · Kitchen · Leth · Lorvik · Moberg · Thorsen · Van Glabeke · Wild
Andersen · Becker · Bjørnsrud · Frapporti · Gotaas Johnsen · Guderzo · Gunvaldsen · Hatteland Lima · Heine · Kitchen · Leth · Lorvik · Moberg · Thorsen · Wild
Aalerud · Andersen · Becker · Bjørnsrud · Frapporti · Gaskjenn · Gotaas Johnsen · Hatteland Lima · Heine · Hoeksma · Kessler · Moberg · Thorsen
Andersen · Becker · Frapporti · Gaskjenn · Guderzo · Gulliksen · Heine · Kessler · Lorvik · Moe · Møllebro · Solvang · Thorsen
Feldmann · G. Garner · L. Garner · Gåskjenn · Heine · Lorvik · Lutro · Solvang · Stougje · Tagliaferro · Uneken
Feldmann · Gåskjenn · van der Haar · Heine · Kröger · Lorvik · Lutro · Mathisen · Midtsveen · Richioud · Solvang · Tagliaferro